# Dan Peek
Daniel Milton Peek, né le 1er novembre 1950 à Panama City en Floride, et mort le 24 juillet 2011, était un chanteur et guitariste américain, membre fondateur du groupe folk rock America.

## Jeunesse
Peek est né à Panama City, en Floride, le 1er novembre 1950. Son père était dans l'US Air Force.
Jeune, il souffrait de polyarthrite rhumatoïde et a dû être hospitalisé pendant plusieurs semaines à 160 km du domicile familial, ses parents ne pouvant lui rendre visite qu'occasionnellement.
Peek s'est souvenu de cette expérience quand, un an avant sa mort, il a décidé de se débarrasser de cinq de ses guitares vintage au bénéfice de la Fondation Ronald Mc Donald, afin d'aider à débourser les frais pour un logement à des familles d'enfants hospitalisés. Il fit don de cinq autres guitares à une autre fondation -la maison de San Diego - qui ont ensuite été vendues à un collectionneur, pour un don de 50,000 $.
Peek a déménagé en Angleterre en 1963 avec sa famille lorsque son père, un militaire, a été affecté à une base de Londres. Il rencontra alors Dewey Bunnell et Gerry Beckley à la London Central High School (en). Il fondera avec eux en 1970 le groupe folk rock America.
En 1973, il épousa Catherine Maberry avec qui il écrivit "Lonely People".

## Carrière

### America
Après un bref passage à la Old Dominion University en Virginie (États-Unis) en 1969, Daniel retourne à Londres.
Peu de temps après, les trois anciens camarades de classe de la London Central High School, Peek, Beckley et Bunnell commencent à jouer de la musique ensemble et créent le groupe America. Connu pour chanter les hautes harmonies, Dan Peek a contribué aux voix solo, aux chœurs, joué de la guitare, de la basse, des claviers et de l'harmonica pendant les enregistrements.
En tant que membre du groupe, Dan a écrit ou coécrit quatre singles du Billboard Hot 100:
- Don't Cross the River (n ° 35),
- Lonely People (en) (n ° 5),
- Woman Tonight (n ° 44),
- Today's the Day (America song) (en) (n ° 23)

"Lonely People" et "Today's the Day" ont également atteint la première place du palmarès Billboard.
Dan a abusé de l'alcool et des drogues pendant ses tournées avec le groupe et a choisi de partir peu de temps après la sortie de l'album Harbor en février 1977; fatigué des voyages, de la consommation de drogues et des groupies.
En 2004, il publie une autobiographie sur cette époque et son propre voyage spirituel, "An American Band: The America Story", ce qui lui a été très difficile en raison des mauvais souvenirs qu'il évoque.

### Musique chrétienne contemporaine
Ses années de route avec America ont fait des ravages. Quittant le groupe; il renonce à la drogue et à l'alcool et renouvelle sa foi chrétienne.
Alors il chercha une direction artistique différente du groupe America et signa avec le label Lamb & Lion Records de Pat Boone. Il trouva un succès modeste en tant qu'artiste pionnier dans la pop chrétienne alors émergente.
Le premier album solo de Daniel, All Things Are Possible, sort en 1979. Chris Christian (en) coécrit, produit et joue de la guitare acoustique et des chœurs sur l'album. La chanson éponyme de l'album est Top 10 du palmarès Billboard et du n ° 1 des classements "palmarès chrétiens", devenant ainsi l'un des premiers tubes de la musique chrétienne contemporaine.
Une autre chanson de l'album, "Love Was Just Another Word", est enregistrée à Los Angeles et écrite par Chris Christian (en) et Steve Kipner (en). Gerry Beckley et Dewey Bunnell ont contribué aux chœurs. C'est la dernière fois que les trois membres originaux du groupe America ont enregistré ensemble.
Aux 22e Grammy Awards, l'album est nommé, dans la catégorie Gospel contemporain. Mais c'est l'album  Heed the Call (en) du groupe  The Imperials (en) qui remporte les Grammy awards de cette catégorie.
Daniel attend cinq ans avant de sortir un deuxième album solo, Doer of the Word (en) en 1984, qui atteint la seconde place dans les charts chrétiens. Gerry Beckley contribue aux chœurs, enregistrés au studio de Chris Christian à Los Angeles en présence de Peek. En 1986 sort l'album Electro-Voice (en) qui comprend un remake de "Lonely People (en)", avec un arrangement global très similaires à la version originale d'America. Il change certaines paroles de la chanson pour qu'elles reflètent sa foi chrétienne; par exemple, les vers «Et roulez sur cette autoroute dans le ciel» et «Vous ne savez jamais avant d'essayer» sont devenues «Et donnez votre cœur à Jésus-Christ».
Daniel a passé une grande partie des années 1990 en préretraite, enregistrant occasionnellement de la musique chez lui à Bodden Town, sur l'île de Grand Cayman. Il a sorti plusieurs projets solo et a collaboré avec Ken Marvin et Brian Gentry au projet "Peace" sur deux albums. Dans les années précédant sa mort, il a publié de la musique via son site Web. Sa dernière collaboration musicale a été sur une chanson de l'album de 2011, Steps on the Water, du groupe EtCetera.

## Décès
Peek est décédé dans son sommeil d'une péricardite fibrineuse le 24 juillet 2011, à 60 ans, à son domicile de Farmington, dans le Missouri. Il est inhumé au cimetière Zolman de Farmington.

## Discographie

### America
- 1971 : America
- 1972 : Homecoming
- 1973 : Hat Trick
- 1974 : Holiday
- 1975 : Hearts
- 1976 : Hideaway
- 1977 : Harbor

### Solo
- 1979 : All Things Are Possible
- 1985 : Doer of the Word
- 1986 : Electro-Voice
- 1987 : Cross Over
- 1989 : Light of the World
- 1997 : Peace
- 1999 : Bodden Town
- 2000 : Under the Mercy
- 2000 : Caribbean Christmas
- 2001 : Driftin' Tales From The Lost Islands
- 2002 : Guitar Man
- 2003 : Release the Endorphins
- 2006 : Guitar Man II - Disponible via téléchargement
- 2007 : All American Boy - Disponible via téléchargement
- 2008 : Meet the Endorphins
- 2014 : Peace Revisited

### Peace
Albums studio :
- 1994 : Stronger Than You Know
- 1997 : Peace

Compilation :
- 2020 : Peace Revisited

### Collaborations
- 1979 : On This Christmas Night - Artistes variés
- 1986 : Christmas Greetings - Artistes variés
- 2011 : Steps on the Water de Etcetera - Chant sur une chanson